# Awards des Médias
Les Awards des Médias renvoient à une cérémonie de distinction récompensant chaque année les acteurs et structures de médias préférés des internautes dans l'espace médiatique camerounais. La cérémonie est organisée par Médiatude, un site d'information en continu sur l'actualité et l'offre des médias au Cameroun et ailleurs. C'est une idée et une conception de Yves Martial Tientcheu, promoteur de Médiatude,.
Au fil des éditions, le concept a acquis une crédibilité auprès des professionnels des médias et du public, faisant de ces Awards, un baromètre de la médiasphère camerounaise. Lors de la 3e édition, la chaîne internationale allemande, DW (Deutsche Welle) s’est engagée en tant que sponsor et soutien majeur de l’équipe d’organisation des Awards des Médias 2019. D'autres institutions internationales ont soutenu cette initiative à l'instar de l'Institut Français du Cameroun, IFC  , TV5 Monde, l'UNESCO, ou encore des Brasseries du Cameroun qui a soutenu cet événement lors de la saison 2.

## Le concept
La particularité de ce grand vote est qu’il ne fait pas appel à un jury. Il s’agit d’un vote populaire organisé en deux phases sur la page Facebook de Médiatude. Au cours de celui-ci, les téléspectateurs, auditeurs, lecteurs élisent leurs personnalités, programmes et groupes de presse préférés en deux phases. À la première phase des votes, le public désigne les 3 nommés par catégorie. Les trois candidats les plus plébiscités sont propulsés en phase finale après vérification. Au second tour du vote, ces trois candidats sont départagés pour enfin désigner le grand vainqueur. 
La remise de prix a lieu au cours d’une conférence Meet & Greet organisée à la suite du vote populaire. Cette rencontre connait la présence d’acteurs majeurs du milieu médiatique camerounais. C’est une occasion pour les invités vedettes de Médiatude d’échanger avec leur public (fans), présenter leur parcours et susciter des carrières autour d’une thématique.

## Déroulement du vote
La désignation des acteurs des médias préférés des internautes se fait via la page Facebook de Médiatude, par un vote du public. Celle-ci débute à la fin du mois de décembre et suit un règlement strict et particulier. Le public plébiscite son préféré dans sa catégorie, pour ses accomplissements, ses performances et son comportement général durant l’année. Le plébiscite d'un acteur des médias ou d'un média n'ayant pas exercé au cours de l'année est annulé. Les organisateurs proposent aux internautes, dans un premier temps, de constituer eux-mêmes les nommés, puis, dans un second temps, de désigner le vainqueur. Chaque internaute ne peut voter qu'une seule fois par catégorie. Pour chaque catégorie et dans l’ensemble des deux tours,  le public dispose de 72 heures maximum pour soumettre son choix. Pour chacune des catégories en vote, Médiatude propose les critères de présélection aux internautes. La procédure de vote pour chacun des prix est supervisée par 03 observateurs indépendants et peut être supervisée par chaque internaute à partir de son ordinateur ou téléphone.
Les catégories en votes sont aujourd'hui au nombre de 24. Elles évoluent chaque année, donnant la possibilité à d'autres acteurs des médias, de se voir aussi récompensés. La première édition elle, a vu la répartition se faire en une quinzaine de catégories.

## La cérémonie de remise de prix
La cérémonie de remise des prix des Awards des Médias s'est souvent tenue à l'Institut Français du Cameroun et à Canal Olympia au cours d'une conférence Talk. La cérémonie de distinction se meuble généralement autour de deux axes. Une partie réservée à des débats et discussion sur une déclinaison nouvelle de la communication, et la cérémonie de graduation en elle-même.

## Prix Martinez Zogo
Lors de la saison 6, les organisateurs des Awards des Médias ont décidé de perpétuer la mémoire du chef de chaine d’Amplitude FM à travers cette récompense.
Pour sa première, le prix a été exceptionnellement remis à Martinez Zogo. Pour les prochaines années, Médiatude, entreprise organisatrice des Awards des Médias a affirmé que « le choix du vainqueur de ce prix spécial sera déterminé pour les prochaines éditions par un jury formé de journalistes, de spécialistes et d’acteurs de la société civile ».

### Thématiques et invités des éditions
| Editions | Thèmes                                                         | Invités |
| -------- | -------------------------------------------------------------- | --- |
| Saison 1 | ---                                                            | --- |
| Saison 2 | Les médias traditionnels à l’épreuve des réseaux sociaux       | Cédrick Noufele (Equinoxe Tv), Mimi Mefo (Equinoxe Tv), Soflane Kengne (Canal 2) et Martin Camus Mimb (RSI) |
| Saison 3 | Médias traditionnels : S’adapter à internet ou mourir ?        | Alex Siewe (ABK Radio), Haman Mana (Le Jour), Clarence Yongo (Radio Balafon et Griote TV), Patrick Ndjientcheu (MTN Cameroon), Clarisse Beyala (Sopecam), Alain Belibi (CRTV), Fidèle Mole (e.Kiosque) |
| Saison 4 | Diversité et qualité des contenus pour l'émergence du Cameroun | Jean Bruno Tagne, Jean Paul Tchomdou, Marcel Amoko, Celin Victoria Fotso |
| Saison 5 | Média et développement sur sport local                         | Boney Phillipe (directeur de Vision 4) , Claude Djeutcheu (responsable communication Canal + Cameroun), Sylvestre Nzangawou (DG de Audace Média), Hiondi Nkam IV (Journaliste) Nasser Njoya (PDG Palmares Sport), Ferdinand Nana Payong (DG de Régie Stars). |
| Saison 6 | Médias et annonceurs : se comprendre pour mieux collaborer     | Joseph Abena (Directeur communication et Marketing UBA Cameroon), Thierry Mindjos (Expert en Go-to-Market Strategy), Martial Ongono ( Directeur CRTV CMCA), Alain More Eobe (DG Canal+ Advertising Cameroon), Yolande Bodiong ( DG SUN+Tv), Guy Aurelien Emboubou, (responsable publicité et médias chez MTN), Beaugas Orain Djoyum ( DP Digital Business Africa) |

## Palmarès Awards des Médias

### Saison 1
15 000 suffrages en moyenne exprimés 
| Catégories                             | Vainqueurs             |
| -------------------------------------- | ---------------------- |
| Présentateur de JT de l’année          | Cédrick Noufele        |
| Présentatrice de JT de l’année         | Adèle Mbala            |
| 10- 12 h radio de l’année              | My Kalak Moment        |
| 10-12 h Télé de l’année                | Le Zénith              |
| Titre de presse quotidienne de l’année | La Nouvelle Expression |
| Animateur de l’année                   | Francis Jamel Laplage  |
| Animatrice de l’année                  | Esther Maël            |
| Interviewer de l’année                 | Jean-Bruno Tagne       |
| Journaliste de l’année                 | Eric Kouamo            |
| Matinale Radio de l’année              | Sacré Matin            |
| Matinale Télé de l’année               | Cadence Matinale       |
| Radio de l’année                       | Radio Balafon          |
| Chaîne de télé de l'année              | Equinoxe Télé          |
| Reporter de l’année                    | Marcelin Gansop        |
| Site d’informations de l’année         | Cameroon-Info          |

### Saison 2
Suffrages exprimés : 39 384 votes en moyenne.
| Catégories                                | Vainqueurs                |
| ----------------------------------------- | ------------------------- |
| Présentateur de Jt de l'année             | Cédrick Noufele           |
| Présentatrice de JT de l'année            | Mimi Mefo                 |
| Animateur de l'année                      | Éric Fopoussi             |
| Animatrice de l'année                     | Joyce Fotso               |
| Journaliste de l'année                    | Cédrick Noufele           |
| Reporter de l'année                       | Marcelin Gansop           |
| Commentateur sportif de l'année           | Marc Chouamo              |
| Interviewer de l'année                    | Jean Bruno Tagne          |
| Matinale Radio de l'année                 | Bonjour chez vous         |
| Matinale TV de l'année                    | Cadence Matinale          |
| 10-12h Radio de l'année                   | Carrefour                 |
| 10-12h Télé de l'année                    | Le Zenith                 |
| Émission de l'année                       | L'arène                   |
| Divertissement de l'année                 | Paroles de femmes         |
| Web émission de l'année                   | 7 minutes pour convaincre |
| Chaîne de radio de l'année                | radio balafon             |
| Chaîne de télé de l'année                 | Équinoxe                  |
| Titre de presse quotidien de l'année      | Mutations                 |
| Site web d'information de l'année         | Le quatrième pouvoir      |
| Émission de débat et d'opinion de l'année | Équinoxe Soir             |
| Blogueur/euse de l'année                  | Binku                     |
| Prix spécial offre mondial 2018           | Canal 2                   |
| Prix spécial offre TV présidentielle 2018 | Équinoxe Tv               |
| Prix spécial Présence web                 | CRTV                      |

### Saison 3
Nombre de votes : 108 080 votes en moyenne.
| Catégories                                              | Vainqueurs                |
| ------------------------------------------------------- | ------------------------- |
| Animateur de l’année                                    | Eric Fopoussi             |
| Animatrice de l’année                                   | Julie Ngue                |
| Commentateur sportif de l’année                         | Martin Camus Mimb         |
| Correspondant de l’année                                | Polycarpe Essomba         |
| Reporter de l’année                                     | Marcelin Gansop           |
| Web émission de l’année                                 | 7 minutes pour convaincre |
| Émission musicale de l’année                            | Balafon hit-parade        |
| Jeune Projet éditorial de l’année                       | Abk Radio                 |
| Talk-show de l’année                                    | Equinoxe Soir             |
| Présentatrice de JT de l’année                          | Nadine Yambou             |
| Média spécialisé de l’année                             | Bimstr                    |
| Solution numérique de l’année                           | Yabadoo                   |
| Show TV de l’année                                      | Canal d’or                |
| Site d’information de l’année                           | Mimimefoinfo              |
| Invité de l’année (Caly Calyté Personality of the year) | Maurice Kamto             |
| Fun page de l’année                                     | Kamga Kotopi              |
| Presse quotidienne de l’année                           | Le Jour                   |
| Chaine de radio de l’année                              | Equinoxe Radio            |
| Chaine de télé de l’année                               | Equinoxe Télé             |
| Émission de l’année                                     | Equinoxe soir             |
| Présentateur de JT de l’année                           | Cédrick Noufele           |
| Journaliste de l’année                                  | Cédrick Noufele           |
| Prix du courage                                         | Augustin Guizana          |
| Prix d’honneur                                          | Alain Belibi              |
| Presse d’Or                                             | Mutations                 |

### Saison 4
| Catégories                                       | Vainqueurs                  |
| ------------------------------------------------ | --------------------------- |
| Web émission préférée 2020                       | 7 minutes pour convaincre   |
| Présentateur de JT préférée 2020                 | Cédrick Noufele             |
| Présentatrice JT préférée 2020                   | Julienne Berthe Bissai      |
| Chaine de télé préférée 2020                     | Equinoxe Tv                 |
| Offre de divertissement préférée 2020            | Canal 2                     |
| Presse quotidienne préférée 2020                 | Le jour                     |
| Journaliste préféré 2020                         | Cédrick Noufele             |
| Emission de libre antenne matinale préférée 2020 | Magic Attitude              |
| Chaine de radio préférée 2020                    | Equinoxe Radio              |
| Animatrice préférée 2020                         | Esther Mael                 |
| Série Tv préférée 2020                           | Samba le général            |
| Fun page préférée 2020                           | Warman                      |
| Reporter préféré 2020                            | Jean Paul Choun Nyat        |
| Commentateur sportif préféré 2020                | Marc Choumo                 |
| Correspondant préféré 2020                       | Polycarpe Essomba           |
| Journal en ligne préféré 2020                    | Mimi Mefo Info              |
| Interviewer préféré 2020                         | Jean-Bruno Tagne            |
| Talk Show préféré 2020                           | Equinoxe Soir               |
| Invité Tv préféré 2020                           | Jean Bahebeck               |
| Animateur préféré 2020                           | Michel Ngatchou             |
| Jeune Projet éditorial préféré 2020              | La voix des Jeunes          |
| Web série préférée 2020                          | Histoire de Famille         |
| Emission de reportage et d’enquête préférée 2020 | Travelling                  |
| Emission préférée 2020                           | Equinoxe Soir               |
| Prix d’honneur                                   | Jean Pierre Amougou Belinga |
| Prix de l’innovation                             | School Tv                   |
| Prix du Courage                                  | Olive Atangana              |